# Юрихондзё
Юрихондзё (яп. 由利本荘市 Юрихондзё:-си) — город в Японии, расположенный в юго-западной части префектуры Акита на берегу Японского моря. Основан 22 марта 2005 года путём слияния посёлков Хондзё, Ясима, Иваки, Юри, Нисимэ, Тёкай, Хигасиюри, Оути уезда Юри. На севере развито поливное рисоводство.
Площадь города составляет 1209,08 км², население — 81 005 человек (1 августа 2014), плотность населения — 67,00 чел./км².

## Породнённые города
Список породнённых городов:
- Вац, Венгрия;
- Янсан, Республика Корея;
- Уси, КНР.